# Inopsis flavicollis
Inopsis flavicollis är en fjärilsart som beskrevs av Druce 1885. Inopsis flavicollis ingår i släktet Inopsis och familjen björnspinnare. Inga underarter finns listade i Catalogue of Life.